# Yuji Yabu
Yuji Yabu (født 24. maj 1984) er en japansk fodboldspiller, som spiller for den japanske fodboldklub Fujieda MYFC.